# Chrysis bicolor
Chrysis bicolor (лат.) — вид ос-блестянок рода Chrysis из подсемейства Chrysidinae.

## Распространение
Палеарктика. Европа, Северная Африка, Урал и Дальний Восток России.

## Описание
Клептопаразиты ос: Tachysphex obscuripennis, Tachysphex pompiliformis и Dinetus pictus (Crabronidae). Посещают цветы Apiaceae, Asteraceae, Rosaceae и Euphorbiaceae. Период лёта: июнь — август. Длина — 5—8 мм. Ярко-окрашенные металлически блестящие осы. Грудь и голова сине-зелёные, мезоскутум, передняя часть пронотума и брюшко золотисто-красные. Тело узкое, вытянутое.